# Солоцинский, Владимир Дмитриевич
Влади́мир Дми́триевич Солоци́нский (род. 25 сентября 1948) — российский дипломат. Чрезвычайный и полномочный посол (2008).

## Биография
Окончил МГИМО МИД СССР (1970) и Российскую академию государственной службы при Президенте России (2002). На дипломатической работе с 1973 года. Владеет английским и турецким языками.
- В 1995—1997 годах — начальник отдела Четвёртого, затем Третьего департамента Азии МИД России.
- В 1997—2000 годах — генеральный консул России во Львове (Украина).
- В 2000—2002 годах — заместитель директора Третьего европейского департамента МИД России.
- В 2002—2006 годах — посол по особым поручениям и представитель МИД России в Ростове-на-Дону по совместительству.
- С 8 июня 2006 по 17 ноября 2010 года — чрезвычайный и полномочный посол Российской Федерации в Македонии[1][2]. Верительные грамоты вручил 29 августа 2006 года.
- В 2011—2013 годах — заместитель директора департамента МИД России.
- С 2013 года — секретарь Совета глав субъектов Российской Федерации при МИД России.

## Семья
- Владимир Дмитриевич женат, имеет двоих детей. Его дочь Екатерина (род. 1976) была второй женой пресс-секретаря президента РФ Дмитрия Пескова. Есть внучка Елизавета Пескова (род. 1998) и внуки — Мик и Дени Песковы.
- Младший брат Вадим Солоцинский (род. 1959) — бизнесмен.

## Награды
- Медаль ордена «За заслуги перед Отечеством» II степени (21 декабря 2013) — За большой вклад реализацию внешнеполитического курса Российской Федерации, заслуги в научно-педагогической деятельности и многолетнюю добросовестную работу[3].

## Дипломатический ранг
- Чрезвычайный и полномочный посланник 2 класса (6 января 1999)[4].
- Чрезвычайный и полномочный посланник 1 класса (13 июля 2004)[5].
- Чрезвычайный и полномочный посол (17 декабря 2008)[6].